# Kacey Ainsworth
Kacey Jane Ainsworth es una actriz inglesa conocida por su papel como Little Mo en la serie EastEnders.

## Carrera
En 1996 apareció por primera vez en la serie policíaca The Bill donde interpretó a Gail Painter durante el episodio "Theory and Practice", más tarde apareció de nuevo en la serie en 1997 esta vez interpretando a Paula Sheriton en el episodio "Last Respects".
El 18 de septiembre de 2000 se unió al elenco de la exitosa serie británica EastEnders donde interpretó a Maureen "Little Mo" Slater, hasta el 26 de mayo de 2006.
En el 2006 se unió al elenco recurrente de la serie Holby Blue donde interpretó a la inspectora de policía Jenny Black hasta el 2007.
En el 2007 apareció en la serie Hotel Babylon donde interpretó a la editora del prensa sensacionalista Maria Henson.

## Vida privada
Kacey y su prometido Darren Hales tuvieron su primera hija Blossom Hales el 20 de mayo de 2004 y a su hijo Elwood Woody Hales el 25 de enero de 2008. El 25 de noviembre de 2002 la pareja anunció que habían perdido un bebé a las 16 semanas.

## Filmografía

### Películas
| Año  | Título                             | Personaje                 | Notas                                                                                  |
| ---- | ---------------------------------- | ------------------------- | -------------------------------------------------------------------------------------- |
| 1995 | Under the Moon                     | Sarah                     | junto a Samantha Bond, Mark Aiken, Geraldine Fitzgerald & Nicholas Boulton             |
| 1997 | The Moonstone                      | Drusilla Clack            | junto a Greg Wise, Keeley Hawes, Terrence Hardiman & Peter Vaughan                     |
| 1997 | The Beggar Bride                   | Tina                      | junto a Keeley Hawes, Nicholas Jones & Joe Duttine                                     |
| 1998 | Touch and Go                       | Val                       | junto a Martin Clunes, Teresa Banham, Nadia Cameron-Blakey & Ian McElhinney            |
| 1999 | Topsy-Turvy                        | Miss Dorothea Fitzherbert | junto a Allan Corduner, Dexter Fletcher, Timothy Spall, Jim Broadbent & William Neenan |
| 1999 | Ticks                              | Mesera Aburrida           | corto - junto a Michelle Gomez, Stephen Jenn & Saskia Reeves                           |
| 2000 | Happy Birthday Shakespeare         | Rita                      | junto a Neil Morrissey, Dervla Kirwan, Sam Morris & Amanda Holden                      |
| 2001 | Chica de río                       | Asistente de Ventas       | junto a Hugh Laurie, Vanessa Nunes & Santiago Segura                                   |
| 2006 | The Children's Party at the Palace | Peter Pan                 | junto a Pam St. Clement, June Brown, Sam Aston, Martin Clunes & Matt Baker             |
| 2009 | Hip Hip Hooray                     | Pippa                     | corto - junto a Matthew Jure, Joan Oliver & Alexis Rodney                              |

### Series de televisión
| Año         | Título               | Personaje                 | Notas                                  |
| ----------- | -------------------- | ------------------------- | -------------------------------------- |
| 1995        | Peak Practice        | Julia                     | episodio "Walking Away"                |
| 1995        | Cone Zone            | Loretta                   | tv serie                               |
| 1996        | Accused              | Rosie Murray              | episodio "Billy"                       |
| 1996        | A Touch of Frost     | Carole Nash               | episodio "The Things We Do for Love"   |
| 1997        | The Bill             | Paula Sheriton            | episodios "Last Respects"              |
| 1998        | Where the Heart Is   | Tracey                    | episodio "Love"                        |
| 2000 - 2006 | EastEnders           | Little Mo                 | 500 episodios                          |
| 2005        | French and Saunders  | Invitada                  | episodio "Christmas Celebrity Special" |
| 2007        | Hotel Babylon        | Maria Henson              | episodio # 2.1                         |
| 2007 - 2008 | Holby Blue           | Inspectora Jenny Black    | 14 episodios                           |
| 2010        | Rock & Chips         | Edna                      | episodio "Five Gold Rings"             |
| 2011        | Midsomer Murders     | Nikki Rowntree            | episodio "Echoes of the Dead"          |
| 2011        | Tracy Beaker Returns | Xanthe                    | episodio "Grandad"                     |
| 2011        | M. I. High           | Margaret Fontana          | episodio "Bully Elliot"                |
| 2011        | Famous and Fearless  | -                         | tv serie                               |
| 2013        | The Wright Way       | Valerie Wright            | 5 episodios                            |
| 2014        | Call the Midwife     | Nancy                     | episodio "Christmas Special"           |
| 2014        | Doctors              | Ruby Slade                | episodio "Snowbabies"                  |
| 2014        | Casualty             | Annie Reardon             | episodio "Valves to Vagrants"          |
| 2014        | Grantchester         | Cathy Keating             | 5 episodios                            |
| 2017        | The Worst Witch      | Maestra Geraldine Gullett | 6 episodios                            |

### Apariciones
| Año  | Título                         | Personaje |
| ---- | ------------------------------ | --------- |
| 2006 | Children's Party at the Palace | Peter Pan |

### Teatro
| Año  | Título              | Personaje | Director | Teatro                  | Notas                                                                              |
| ---- | ------------------- | --------- | -------- | ----------------------- | ---------------------------------------------------------------------------------- |
| 2009 | Carrie's War        | Tía Lou   | -        | London's Apollo Theatre | junto a Prunella Scales                                                            |
| -    | Taming of the Shrew | -         | -        | English Touring Theatre | -                                                                                  |
| 2011 | Calendar Girls      | Ruth      | -        | -                       | junto a Lesley Joseph, Sue Holderness & Deena Payne                                |
| 2012 | Steel Magnolias     | Annelle   | -        | -                       | junto a Isla Blair, Cheryl Campbell, Cherie Lunghi, Sadie Pickering & Denise Welch |

## Premios y nominaciones
| Año  | Categoría             | Premio                    | Serie      | Resultado |
| ---- | --------------------- | ------------------------- | ---------- | --------- |
| 2001 | Most Popular Newcomer | National Television Award | EastEnders | Nominada  |
| 2002 | Best Soap Actress     | TV Quick Award            | EastEnders | Ganó      |
| 2002 | Best Actress          | British Soap Award        | EastEnders | Ganó      |
| 2002 | Most Popular Actress  | National Television Award | EastEnders | Ganó      |
| 2003 | Best Actress          | British Soap Award        | EastEnders | Ganó      |
| 2003 | Best Soap Actress     | TV Quick Award            | EastEnders | Nominada  |
| 2005 | Best Actress          | British Soap Award        | EastEnders | Nominada  |